# Ukraina na Zimowych Igrzyskach Olimpijskich 2018

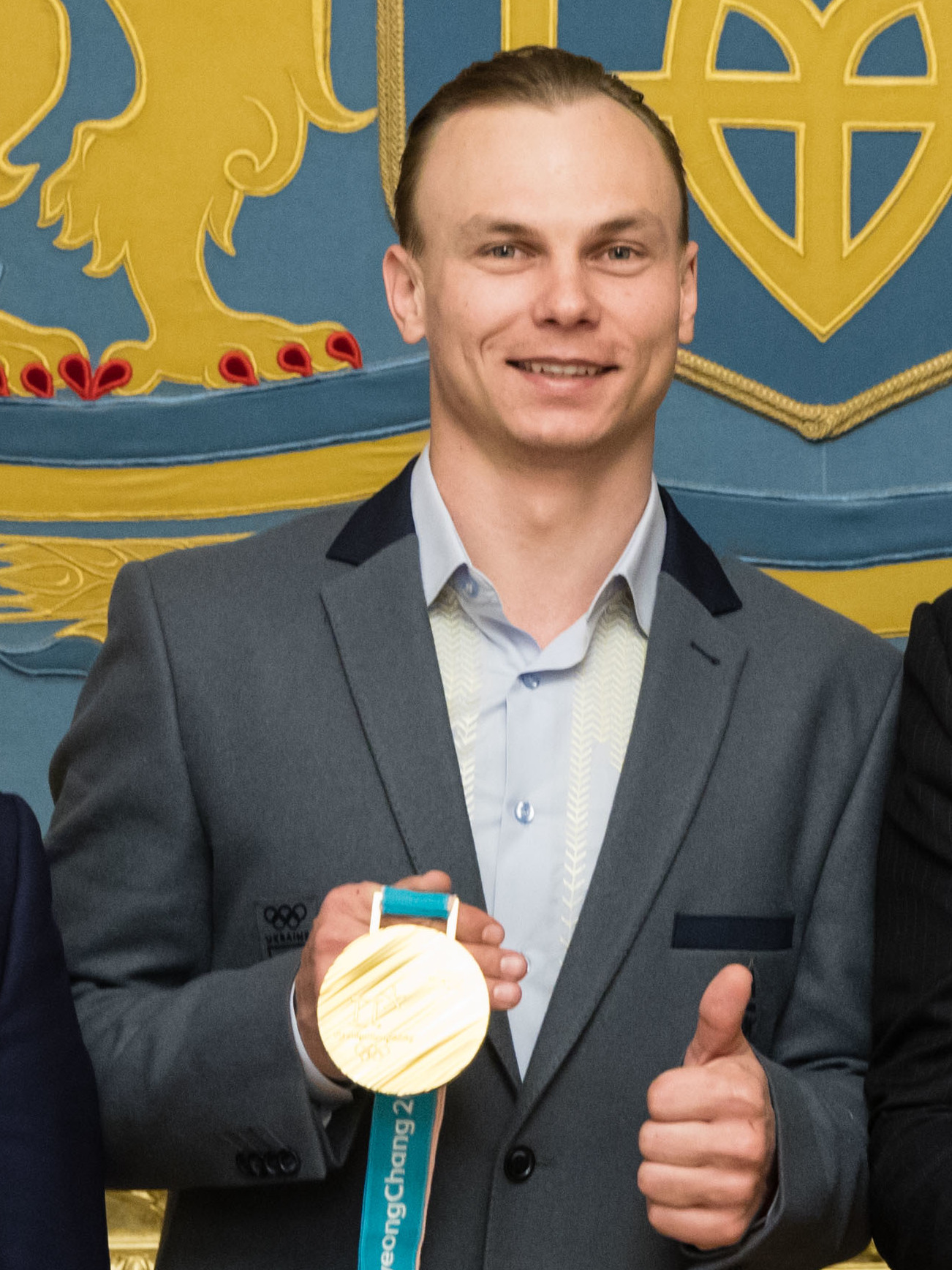
Ołeksandr Abramenko ze złotym medalem olimpijskim zdobytym w Pjongczangu

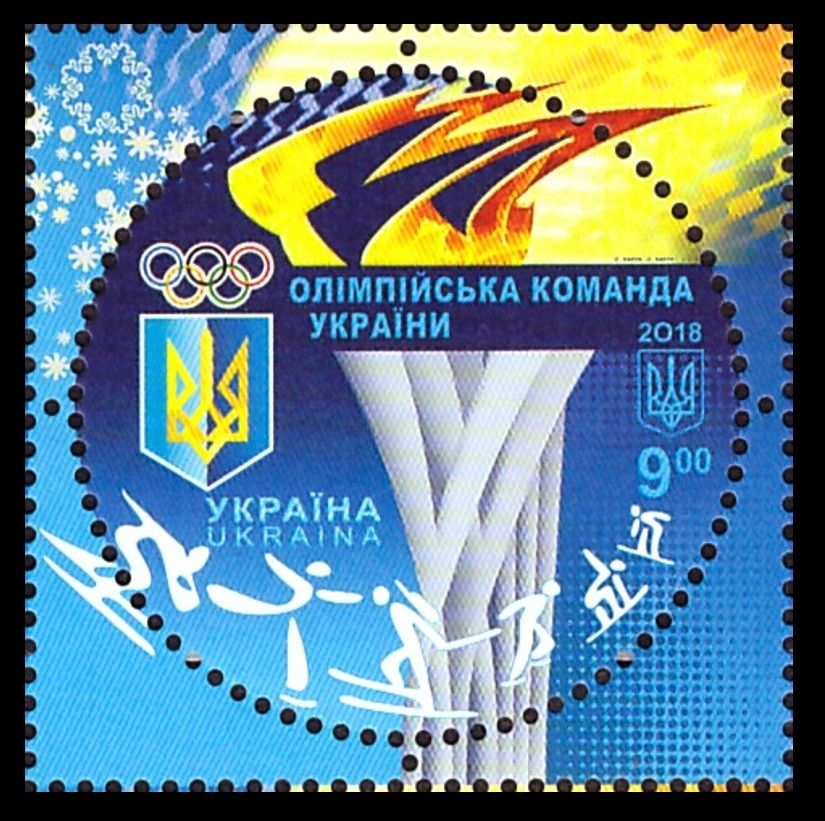
Ukraiński znaczek okolicznościowy wydany z okazji igrzysk w Pjongczangu

Ukraina na Zimowych Igrzyskach Olimpijskich 2018 – występ kadry sportowców reprezentujących Ukrainę na igrzyskach olimpijskich w Pjongczangu w 2018 roku.
W kadrze znalazło się 33 zawodników – 17 mężczyzn i 16 kobiet. Reprezentanci Ukrainy wystąpili w 42 konkurencjach w 9 dyscyplinach sportowych. Najliczniejszą reprezentację, liczącą 11 osób, Ukraina wystawiła w biathlonie.
Funkcję chorążego reprezentacji Ukrainy podczas ceremonii otwarcia igrzysk pełniła biathlonistka Ołena Pidhruszna, a podczas ceremonii zamknięcia – narciarz dowolny Ołeksandr Abramenko. Reprezentacja Ukrainy weszła na stadion jako 57. w kolejności, pomiędzy ekipami z Uzbekistanu i Iranu.
Jedyny medal dla Ukrainy – złoty – wywalczył Ołeksandr Abramenko w skokach akrobatycznych mężczyzn. Był to pierwszy w historii medal olimpijski dla Ukrainy w narciarstwie dowolnym. Był to zarazem trzeci w historii złoty medal zimowych igrzysk olimpijskich dla Ukrainy i pierwszy wywalczony przez mężczyznę. Zdobyte przez Abramenkę złoto pozwoliło Ukrainie zająć 21. miejsce w klasyfikacji medalowej igrzysk, ex aequo z Węgrami.
Był to 7. start reprezentacji Ukrainy na zimowych igrzyskach olimpijskich i 13. start olimpijski, wliczając w to letnie występy.

## Statystyki według dyscyplin
| Lp.     | Dyscyplina            | Mężczyźni | Kobiety | Łącznie |
| ------- | --------------------- | --------- | ------- | ------- |
| 1       | Biathlon              | 5         | 6       | 11      |
| 2       | Biegi narciarskie     | 2         | 2       | 4       |
| 3       | Kombinacja norweska   | 1         | –       | 1       |
| 4       | Łyżwiarstwo figurowe  | 2         | 2       | 4       |
| 5       | Narciarstwo alpejskie | 1         | 1       | 2       |
| 6       | Narciarstwo dowolne   | 1         | 2       | 3       |
| 7       | Saneczkarstwo         | 4         | 2       | 6       |
| 8       | Skeleton              | 1         | –       | 1       |
| 9       | Snowboarding          | –         | 1       | 1       |
| Łącznie | Łącznie               | 17        | 16      | 33      |

## Zdobyte medale
| Medal | Zawodnik            | Dyscyplina          | Konkurencja                 | Data      |
| ----- | ------------------- | ------------------- | --------------------------- | --------- |
| Złoto | Ołeksandr Abramenko | narciarstwo dowolne | skoki akrobatyczne mężczyzn | 18 lutego |

## Skład reprezentacji

### Biathlon
W składzie była też Ołena Pidhruszna, która miała początkowo wystąpić w sztafecie. Ostatecznie w zawodach nie wystartowała z powodów zdrowotnych.
| Konkurencja                        | Zawodnik                                                         | Wynik                                     | Wynik           | Miejsce            |
| Konkurencja                        | Zawodnik                                                         | Czas                                      | Pudła           | Miejsce            |
| ---------------------------------- | ---------------------------------------------------------------- | ----------------------------------------- | --------------- | ------------------ |
| Sprint kobiet – 7,5 km             | Anastasija Merkuszyna                                            | 23:32,3                                   | 2+1             | 55.                |
| Sprint kobiet – 7,5 km             | Wałentyna Semerenko                                              | 23:20,9                                   | 2+1             | 46.                |
| Sprint kobiet – 7,5 km             | Wita Semerenko                                                   | 22:00,7                                   | 0+1             | 14.                |
| Sprint kobiet – 7,5 km             | Iryna Warwyneć                                                   | 24:48,1                                   | 1+4             | 73.                |
| Bieg pościgowy kobiet – 10 km      | Anastasija Merkuszyna                                            | 35:30,4                                   | 0+2+2+1         | 46.                |
| Bieg pościgowy kobiet – 10 km      | Wałentyna Semerenko                                              | DNS                                       | DNS             | DNS                |
| Bieg pościgowy kobiet – 10 km      | Wita Semerenko                                                   | 32:54,4                                   | 2+1+1+0         | 18.                |
| Bieg indywidualny kobiet – 15 km   | Julija Dżima                                                     | 44:33,9                                   | 1+0+1+0         | 20.                |
| Bieg indywidualny kobiet – 15 km   | Anastasija Merkuszyna                                            | 48:42,0                                   | 1+1+3+1         | 70.                |
| Bieg indywidualny kobiet – 15 km   | Wałentyna Semerenko                                              | 44:53,9                                   | 0+0+0+1         | 25.                |
| Bieg indywidualny kobiet – 15 km   | Wita Semerenko                                                   | 48:03,8                                   | 0+3+1+1         | 63.                |
| Bieg masowy kobiet – 12,5 km       | Wałentyna Semerenko                                              | 37:39,9                                   | 1+0+0+0         | 19.                |
| Bieg masowy kobiet – 12,5 km       | Wita Semerenko                                                   | 38:25,3                                   | 0+0+3+0         | 24.                |
| Sztafeta kobiet – 4×6 km           | Iryna Warwyneć Wita Semerenko Julija Dżima Anastasija Merkuszyna | 18:30,9 19:15,4 17:38,7 18:19,8 1:13:44,8 | 1+3 0+2 2+10    | 17. 14. 1. 12. 11. |
| Sprint mężczyzn – 10 km            | Dmytro Pidruczny                                                 | 24:27,5                                   | 0+0             | 21.                |
| Sprint mężczyzn – 10 km            | Artem Pryma                                                      | 25:14,9                                   | 1+1             | 40.                |
| Sprint mężczyzn – 10 km            | Serhij Semenow                                                   | 25:24,9                                   | 0+1             | 46.                |
| Sprint mężczyzn – 10 km            | Władimir Siemakow                                                | 26:31,7                                   | 1+2             | 78.                |
| Bieg pościgowy mężczyzn – 12,5 km  | Dmytro Pidruczny                                                 | 36:53,2                                   | 1+0+2+1         | 34.                |
| Bieg pościgowy mężczyzn – 12,5 km  | Artem Pryma                                                      | 37:16,3                                   | 1+1+2+2         | 38.                |
| Bieg pościgowy mężczyzn – 12,5 km  | Serhij Semenow                                                   | 38:23,7                                   | 1+0+2+2         | 49.                |
| Bieg indywidualny mężczyzn – 20 km | Artem Pryma                                                      | 52:36,5                                   | 1+2+0+1         | 46.                |
| Bieg indywidualny mężczyzn – 20 km | Serhij Semenow                                                   | 52:57,9                                   | 1+0+1+1         | 53.                |
| Bieg indywidualny mężczyzn – 20 km | Władimir Siemakow                                                | 51:32,1                                   | 0+1+0+0         | 31.                |
| Bieg indywidualny mężczyzn – 20 km | Artem Tyszczenko                                                 | 51:15,2                                   | 0+0+0+0         | 29.                |
| Sztafeta mężczyzn – 4×7,5 km       | Artem Pryma Serhij Semenow Władimir Siemakow Dmytro Pidruczny    | 18:47,5 20:19,4 20:55,7 20:14,7 1:20:17,3 | 0+0 0+3 1+3 2+9 | 3. 16. 12. 5. 9.   |
| Sztafeta mieszana – 2×6 + 2×7,5 km | Iryna Warwyneć Julija Dżima Dmytro Pidruczny Artem Pryma         | 16:18,6 16:29,6 18:22,9 18:35,3 1:09:46,4 | 0+1 0+2 0+1 0+5 | 10. 5. 9. 5. 7.    |

### Biegi narciarskie
| Konkurencja                                         | Zawodnik                         | Kwalifikacje | Kwalifikacje | Ćwierćfinały | Ćwierćfinały | Półfinały | Półfinały | Finały    | Finały   | Finały  |
| Konkurencja                                         | Zawodnik                         | Czas         | Miejsce      | Czas         | Miejsce      | Czas      | Miejsce   | Czas      | Strata   | Miejsce |
| --------------------------------------------------- | -------------------------------- | ------------ | ------------ | ------------ | ------------ | --------- | --------- | --------- | -------- | ------- |
| Sprint indywidualny kobiet stylem klasycznym        | Maryna Ancybor                   | 3:40,17      | 56. nq       | NQ           | NQ           | NQ        | NQ        | NQ        | NQ       | 56.     |
| Sprint indywidualny kobiet stylem klasycznym        | Tetiana Antypenko                | 3:38,56      | 54. nq       | NQ           | NQ           | NQ        | NQ        | NQ        | NQ       | 54.     |
| Sprint drużynowy kobiet stylem dowolnym             | Tetiana Antypenko Maryna Ancybor | —            | —            | —            | —            | 17:44,04  | 10. nq    | NQ        | NQ       | 19.     |
| Bieg indywidualny kobiet na 10 km stylem dowolnym   | Maryna Ancybor                   | —            | —            | —            | —            | —         | —         | 28:18,7   | +3:18,2  | 46.     |
| Bieg indywidualny kobiet na 10 km stylem dowolnym   | Tetiana Antypenko                | —            | —            | —            | —            | —         | —         | 28:38,2   | +3:37,7  | 52.     |
| Bieg łączony kobiet na 15 km                        | Maryna Ancybor                   | —            | —            | —            | —            | —         | —         | 46:18,2   | +5:33,3  | 53.     |
| Bieg łączony kobiet na 15 km                        | Tetiana Antypenko                | —            | —            | —            | —            | —         | —         | 45:31,2   | +4:46,3  | 45.     |
| Bieg masowy kobiet na 30 km stylem klasycznym       | Tetiana Antypenko                | —            | —            | —            | —            | —         | —         | 1:38:17,3 | +15:59,7 | 38.     |
| Sprint indywidualny mężczyzn stylem klasycznym      | Ołeksij Krasowski                | 3:33,40      | 70. nq       | NQ           | NQ           | NQ        | NQ        | NQ        | NQ       | 70.     |
| Sprint indywidualny mężczyzn stylem klasycznym      | Andrij Orłyk                     | 3:39,18      | 74. nq       | NQ           | NQ           | NQ        | NQ        | NQ        | NQ       | 74.     |
| Sprint drużynowy mężczyzn stylem dowolnym           | Andrij Orłyk Ołeksij Krasowski   | —            | —            | —            | —            | 17:32,50  | 10. nq    | NQ        | NQ       | 20.     |
| Bieg indywidualny mężczyzn na 15 km stylem dowolnym | Ołeksij Krasowski                | —            | —            | —            | —            | —         | —         | 39:05,3   | +5:21,4  | 84.     |
| Bieg indywidualny mężczyzn na 15 km stylem dowolnym | Andrij Orłyk                     | —            | —            | —            | —            | —         | —         | 39:11,3   | +5:27,4  | 86.     |
| Bieg łączony mężczyzn na 30 km                      | Ołeksij Krasowski                | —            | —            | —            | —            | —         | —         | LAP       | LAP      | 61.     |
| Bieg masowy mężczyzn na 50 km stylem klasycznym     | Ołeksij Krasowski                | —            | —            | —            | —            | —         | —         | 2:25:36,4 | +17:14,3 | 50.     |

### Kombinacja norweska
| Konkurencja                                    | Zawodnik         | Skoki | Skoki | Skoki   | Biegi   | Biegi   | Czas    | Miejsce |
| Konkurencja                                    | Zawodnik         | Skok  | Nota  | Miejsce | Czas    | Miejsce | Czas    | Miejsce |
| ---------------------------------------------- | ---------------- | ----- | ----- | ------- | ------- | ------- | ------- | ------- |
| Konkurs indywidualny – skocznia normalna/10 km | Wiktor Pasicznyk | 89,5  | 84,0  | 36.     | 24:40,1 | 13.     | 27:46,1 | 30.     |
| Konkurs indywidualny – skocznia duża/10 km     | Wiktor Pasicznyk | 126,0 | 108,2 | 21.     | 24:36,6 | 33.     | 26:39,6 | 23.     |

### Łyżwiarstwo figurowe
| Konkurencja   | Zawodnik                           | Taniec krótki | Taniec krótki | Taniec dowolny | Taniec dowolny | Nota łączna | Nota łączna |
| Konkurencja   | Zawodnik                           | Punkty        | Miejsce       | Punkty         | Miejsce        | Punkty      | Miejsce     |
| ------------- | ---------------------------------- | ------------- | ------------- | -------------- | -------------- | ----------- | ----------- |
| Solistki      | Anna Chnyczenkowa                  | 47,59         | 29.           | NQ             | NQ             | 47,59       | 29.         |
| Soliści       | Jarosław Paniot                    | 46,58         | 30.           | NQ             | NQ             | 46,58       | 30.         |
| Pary taneczne | Ołeksandra Nazarowa Maksym Nikitin | 57,97         | 21.           | NQ             | NQ             | 57,97       | 21.         |

### Narciarstwo alpejskie
| Konkurencja              | Zawodnik        | Przejazd 1 | Przejazd 1 | Przejazd 2 | Przejazd 2 | Czas łączny | Miejsce |
| Konkurencja              | Zawodnik        | Czas       | Miejsce    | Czas       | Miejsce    | Czas łączny | Miejsce |
| ------------------------ | --------------- | ---------- | ---------- | ---------- | ---------- | ----------- | ------- |
| Slalom kobiet            | Olha Knysz      | 59,07      | 50.        | 58,93      | 46.        | 1:58,00     | 45.     |
| Slalom gigant kobiet     | Olha Knysz      | 1:20,51    | 53.        | DNF        | DNF        | DNF         | DNF2    |
| Supergigant kobiet       | Olha Knysz      | —          | —          | —          | —          | 1:30,60     | 43.     |
| Zjazd mężczyzn           | Iwan Kowbasniuk | —          | —          | —          | —          | 1:48,57     | 49.     |
| Slalom mężczyzn          | Iwan Kowbasniuk | DNF        | DNF        | DNS        | DNS        | DNF         | DNF1    |
| Slalom gigant mężczyzn   | Iwan Kowbasniuk | 1:20,41    | 70.        | 1:17,26    | 51.        | 2:37,67     | 57.     |
| Supergigant mężczyzn     | Iwan Kowbasniuk | —          | —          | —          | —          | DNF         | DNF     |
| Superkombinacja mężczyzn | Iwan Kowbasniuk | 1:24,21    | 57.        | DNF        | DNF        | DNF         | DNF2    |

### Narciarstwo dowolne
| Konkurencja                 | Zawodnik            | Kwalifikacje | Kwalifikacje | Kwalifikacje | Kwalifikacje | Finał  | Finał  | Finał  | Finał  | Miejsce |
| Konkurencja                 | Zawodnik            | P1           | P2           | W            | M            | P1     | P2     | P3     | W      | Miejsce |
| --------------------------- | ------------------- | ------------ | ------------ | ------------ | ------------ | ------ | ------ | ------ | ------ | ------- |
| Jazda po muldach kobiet     | Tetiana Petrowa     | 46,19        | 23,07        | 46,19        | 30. nq       | NQ     | NQ     | NQ     | NQ     | 30.     |
| Skoki akrobatyczne kobiet   | Olha Poluk          | 82,21        | 55,50        | 82,21        | 16. nq       | NQ     | NQ     | NQ     | NQ     | 16.     |
| Skoki akrobatyczne mężczyzn | Ołeksandr Abramenko | 123,08       | 123,01       | 123,08       | 10. Q        | 125,67 | 125,79 | 128,51 | 128,51 | 1.      |

### Saneczkarstwo
| Konkurencja      | Zawodnicy                                                         | Ślizg 1      | Ślizg 1 | Ślizg 2      | Ślizg 2 | Ślizg 3      | Ślizg 3 | Ślizg 4 | Ślizg 4 | Czas łączny | Miejsce |
| Konkurencja      | Zawodnicy                                                         | Czas         | Miejsce | Czas         | Miejsce | Czas         | Miejsce | Czas    | Miejsce | Czas łączny | Miejsce |
| ---------------- | ----------------------------------------------------------------- | ------------ | ------- | ------------ | ------- | ------------ | ------- | ------- | ------- | ----------- | ------- |
| Jedynki mężczyzn | Anton Dukacz                                                      | 48,888       | 27.     | 48,307       | 21.     | 48,303       | 24.     | NQ      | NQ      | 2:25,498    | 23.     |
| Jedynki mężczyzn | Andrij Mandzij                                                    | 1:02,935     | 40.     | 48,473       | 25.     | 47,981       | 19.     | NQ      | NQ      | 2:39,389    | 40.     |
| Jedynki kobiet   | Ołena Stećkiw                                                     | 50,599       | 30.     | 48,303       | 29.     | 47,929       | 28.     | NQ      | NQ      | 2:26,831    | 28.     |
| Jedynki kobiet   | Ołena Szchumowa                                                   | 46,950       | 19.     | 46,844       | 19.     | 47,751       | 26.     | NQ      | NQ      | 2:21,545    | 21.     |
| Dwójki mężczyzn  | Ołeksandr Obołonczyk Roman Zacharkiw                              | 48,316       | 20.     | 47,401       | 20.     | NQ           | NQ      | NQ      | NQ      | 1:35,717    | 20.     |
| Sztafeta         | Ołena Szchumowa Anton Dukacz Ołeksandr Obołonczyk Roman Zacharkiw | 51,503 (1-k) | 13.     | 49,135 (1-m) | 9.      | 50,365 (2-m) | 13.     | N/A     | N/A     | 2:31,003    | 13.     |

### Skeleton
| Konkurencja    | Zawodnik              | Ślizg 1 | Ślizg 1 | Ślizg 2 | Ślizg 2 | Ślizg 3 | Ślizg 3 | Ślizg 4 | Ślizg 4 | Czas łączny | Miejsce |
| Konkurencja    | Zawodnik              | Czas    | Miejsce | Czas    | Miejsce | Czas    | Miejsce | Czas    | Miejsce | Czas łączny | Miejsce |
| -------------- | --------------------- | ------- | ------- | ------- | ------- | ------- | ------- | ------- | ------- | ----------- | ------- |
| Ślizg mężczyzn | Władysław Heraskewycz | 51,26   | 14.     | 51,16   | 15.     | 51,21   | 17.     | 50,84   | 7.      | 3:24,47     | 12.     |

### Snowboarding
| Konkurencja                     | Zawodnik         | Kwalifikacje | Kwalifikacje | Kwalifikacje | Kwalifikacje | 1/8 | 1/4 | 1/2 | Finał | Finał | Finał | Finał | Miejsce |
| Konkurencja                     | Zawodnik         | P1           | P2           | W            | M            | 1/8 | 1/4 | 1/2 | P1    | P2    | P3    | W     | Miejsce |
| ------------------------------- | ---------------- | ------------ | ------------ | ------------ | ------------ | --- | --- | --- | ----- | ----- | ----- | ----- | ------- |
| Slalom gigant równoległy kobiet | Annamari Czundak | 1:00,12      | 46,52        | 1:46,64      | 28. nq       | NQ  | NQ  | NQ  | —     | —     | —     | NQ    | 28.     |